# 橋本奈都江
橋本 奈都江（はしもと なつえ、1969年8月9日 - ）は、株式会社圭三プロダクション所属のアナウンサーで元静岡放送（SBS）アナウンサー。栃木県宇都宮市出身。神奈川大学外国語学部スペイン語学科卒業。

## 略歴
- 1969年、栃木県宇都宮市に生まれる。
- 1988年、神奈川大学外国語学部スペイン語学科入学。
- 1992年、SBSにアナウンサーとして入社。同期入社は首藤美貴、鈴木美加、石川央子。
のちに4人で女子アナユニット、マーブルキャンディーズを結成。
- 1999年、第24回アノンシスト賞テレビCM部門優秀賞受賞。（「食の職人」番宣）
- 2003年、SBSを退社。圭三プロダクションに所属。
- 2004年、FMヨコハマにてニュースアナウンサーを担当。（～2005年）
- 2007年、SBSラジオ「GOGOワイドらぶらじ」水・木曜日のパーソナリティを担当。
SBS退社後、同社制作番組にレギュラーとして復帰するのは非常に珍しいケースである。
- 2010年、SBSテレビ「soleいいね!」コーナーリポーターを担当。

## 主な出演番組

### 地上波テレビ
- SBS「土曜メッセ」リポーター
- TBS「ビッグモーニング」静岡県中継担当リポーター
- TBS「おはようクジラ」静岡県中継担当リポーター
- SBS「東海道・食の職人」（☆アノンシスト賞受賞）
- SBS「東海道400年祭　ちょっくら寄り道　道しるべえ」ナレーター
- SBS「SBSサンデースポーツ」キャスター
- SBS「気になるニュース最終便」キャスター
- SBS「静岡発!そこ知り」
- SBS「デートしようよ」
- TBS「女子アナハプニング大賞」SBS代表
- TBS「女子アナ歌合戦」SBS代表
- テレビ東京「実験!発見!エネルギーの不思議」リポーター
- 朝日放送「笑いの金メダル～夏祭り2時間スペシャル!クロちゃんアイドルデビュー～」司会仕掛け人
- テレビ埼玉（他）「発想の原点!～人生の大切な瞬間～」＃138～　司会
- SBS「とく報!4時ら」
- SBS「soleいいね!」リポーター
- SBS「BUZZ」ナビゲーター

### 地上波ラジオ
- SBS「さわやかワイド青木輝のハッピーTODAY! 」パーソナリティ
- SBS「マーブルキャンディーズ」パーソナリティ
- SBS「元気爆発!パノラマワイド」パーソナリティー
- SBS「猛烈昼下がりアッパレハレハレ」パーソナリティー
- SBS「NEC98パラダイス」パーソナリティー
- SBS「SBS1404．com」パーソナリティー
- SBS「夕焼けワイド今日も一日お疲れさ～ん」キャスター
- SBS「しずおか市町村対抗駅伝」実況アナウンサー
- FMヨコハマ　ニュースアナウンサー
- NHKラジオ国際放送「兵庫からこんにちは」キャスター
- NHKラジオ国際放送「岐阜からこんにちは」キャスター
- SBS「GOGOワイド Wテツのらぶらじ」パーソナリティー （2007年4月～2008年12月31日）
- SBS「39ラジオ～禁断のトークバトル歴代女子アナ大集合～」(2012年11月10日)
- SBS「わんこ＆にゃんこのHappy Life　～僕らはみんなで生きている」(2015年10月4日～2020年10月)

### CS放送
- SkyPerfecTV!757Ch「大前研一ライブ」

### 新聞
- サンケイスポーツ新聞「MYセンチメンタルジャーニー」
- 証券日刊新聞「経営者インタビュー」インタビュアー

### 雑誌
- クロワッサン
- Hanako

### Web
- 総合インスタントラーメンマガジン　ラーメン天国「あの人のオキニ!（第36回）」
- 新生銀行「エマージング・カレンシー・債権ファンド紹介ビデオ」ナビゲーター
- はまぞうブログ「ついた餅より心もち」（2008年3月2日～2008年12月31日）

### CF
- 山田養蜂所

### MC
- 『秘密結社鷹の爪　THE MOVIE～総統は二度死ぬ～』-静岡東宝会館占拠-　舞台挨拶MC（秘密結社　鷹の爪団　静岡支部　専属MC）
- 『オレンチェスーパーライブ』　静岡市民文化会館　ステージMC （2008年8月14日）
- 『2012　ROUTE 日本海-太平洋シンポジウム』　静岡市清水文化会館　MC （2012年10月26日）

## 免許資格
- 中国語検定3級
- スペイン語検定4級
- スキューバダイビング
- 普通自動車運転免許
- ジャパンケンネルクラブ公認トリマー資格B級
- ジャパンケンネルクラブ公認ハンドラー資格C級

## その他活動
- 二胡
- JKC公認トリマー